# Håndholdtspil
Et hånddrevet spil består af et lille (tand)hjul som driver et større (tand)hjul hvorpå der sidder en akse med en tromle. Når tromlen drejer, kvajles den vægtbærende tovdel op på tromlen.